# På lugnare vatten
På lugnare vatten är ett studioalbum från 1990 av Kikki Danielsson & Roosarna. Låten Ge mig sol, ge mig hav av Martin Klaman, Keith Almgren och Ulf Söderberg blev en stor hit på Svensktoppen, och låg på listan i elva veckor under perioden 26 augusti-28 oktober 1990, med fjärdeplats som bästa placering där . Den släpptes 1990 även som singel av Kikki Danielsson, med Vem vet (I Might) som B-sida.
"Vägg i vägg" är en text på svenska av sången "Eit lag enn", som framförd av Stjórnin slutade på fjärde plats för Island i Eurovision Song Contest 1990. "Cliff-medley" är en kombination av Cliff Richards hits. Albumet innehåller även coverversioner på låtar som ursprungligen spelades in av artister och grupper som Ted Gärdestad, Abba och Tanita Tikaram.

## Låtlista
| Nr  | Titel                                                 | Låtskrivare                                                 | Längd                          |   |
| --- | ----------------------------------------------------- | ----------------------------------------------------------- | ------------------------------ | - |
| 1.  | "Vem vet (I Might)"                                   | Gary Sulsh, Stewart Leathwood, Barrie Guard, Ingela Forsman | ?                              |   |
| 2.  | "Låt kärleken slå rot"                                | Ted Gärdestad, Kenneth Gärdestad                            | ?                              |   |
| 3.  | "Vägg i vägg (Eit lag enn)"                           | Hördur G. Olafsson,                                         | ?                              |   |
| 4.  | "På lugnare vatten"                                   | Kjell Roos, Keith Almgren                                   |                                |   |
| 5.  | "Vi ska dansa hela natten"                            | Jörgen Johansson, Pierre Breidensjö, Anelie Berg            | ?                              |   |
| 6.  | "Cliff-medley"                                        |                                                             | ?                              |   |
|     | 6. 1                                                  | "Living Doll"                                               | Lionel Bart, Pierre Breidensjö | ? |
|     | 6. 2                                                  | "Travellin' Light"                                          | Sid Tepper, Roy C. Bennett     | ? |
|     | 6. 3                                                  | "The Young Ones""                                           | Sid Tepper, Roy C. Bennett     | ? |
| 7.  | "Ge mig sol, ge mig hav"                              | Martin Klaman, Keith Almgren, Ulf Söderberg                 |                                |   |
| 8.  | "Längtans vind"                                       | Tommy Stjernfeldt, Kjell Roos                               | ?                              |   |
| 9.  | "Hollywood"                                           | Kjell Roos, Kikki Danielsson                                | ?                              |   |
| 10. | "Blå nätter (Blue Nights of Hawaii)"                  | Wolff-Eckehardt Stein, Klaus Lindner, Ingela Forsman        | ?                              |   |
| 11. | "Det var det ingenting på (Why Did It Have to Be Me)" | Benny Andersson, Björn Ulvaeus, Stikkan Anderson            | ?                              |   |
| 12. | "I god tradition (Good Tradition)"                    | Tanita Tikaram, Keith Almgren                               |                                |   |
| 13. | "Dansa hela natten"                                   | Martin Klaman                                               | ?                              |   |